# Syncrossus helodes
Syncrossus helodes – gatunek słodkowodnej ryby karpiokształtnej z rodziny Botiidae. Popularna w akwarystyce.

## Występowanie
Azja.

## Opis
Ryby stadne, terytorialne, dość agresywne. Powinny przebywać w grupie przynajmniej kilku osobników. Mogą przebywać z dość dużymi rybami innych gatunków. Żywią się mięczakami i larwami owadów. Dorastają do około 30 cm (w akwariach zwykle mniejsze).

## Warunki w akwarium
| Zalecane warunki w akwarium | Zalecane warunki w akwarium                        |
| --------------------------- | -------------------------------------------------- |
| Zbiornik                    | duży, gęsto obsadzony roślinami, wskazane kryjówki |
| Temperatura wody            | 24–30 °C                                           |
| Twardość wody               | miękka do średnio twardej 4–12°n                   |
| Skala pH                    | 6,0–6,5                                            |
| Pokarm                      | żywy, mrożony i suchy                              |